# Platysoma bifossopygum
Platysoma bifossopygum är en skalbaggsart som beskrevs av Sylvain Auguste de Marseul 1864. Platysoma bifossopygum ingår i släktet Platysoma och familjen stumpbaggar. Inga underarter finns listade i Catalogue of Life.